# Thorvald Eigenbrod
Jakob Thorvald Eigenbrod (* 2. Dezember 1892 in Aalborg; † 5. Mai 1977 in Odense) war ein dänischer Hockeyspieler, der 1920 mit der dänischen Nationalmannschaft Olympiazweiter war.

## Sportliche Karriere
Bei den Olympischen Spielen 1920 in Antwerpen traten vier Mannschaften an. Die Dänen unterlagen in ihrem ersten Spiel den Briten mit 1:5. Nach Siegen gegen die Franzosen und gegen die Belgier belegten die Dänen den zweiten Platz und gewannen die bis 2021 einzige olympische Medaille für Dänemark im Hockey. Im Spiel gegen Belgien erzielte Eigenbrod sein einziges Tor im Olympiaturnier.
Thorvald Eigenbrod spielte für Københavns Hockeyklub.